# Shūhei Tada
Shūhei Tada (jap. 多田 修平 Tada Shūhei; ur. 24 czerwca 1996 w Higashiōsace) – japoński lekkoatleta specjalizujący się w biegach sprinterskich. Dwukrotny brązowy medalista mistrzostw świata w sztafecie 4 × 100 metrów, olimpijczyk z Tokio.

## Przebieg kariery
W latach 2014–2016 brał udział głównie w zawodach lekkoatletycznych rozgrywanych na terytorium swego kraju, choć w 2016 roku wystąpił w zmaganiach, które odbyły się w Tajwanie. W 2017 roku wystąpił na światowym czempionacie w Londynie, w trakcie którego wywalczył brązowy medal w konkurencji biegu sztafet 4 × 100 m, jak również startował w konkursie biegu na 100 m, który zakończył na etapie półfinału. Wziął udział w uniwersjadzie w Tajpeju, gdzie otrzymał tytuł mistrzowski w biegu sztafet 4 × 100 m, w tej samej konkurencji zdobył również złoty medal rozgrywanych w Dżakarcie igrzysk azjatyckich. W 2019 roku uczestniczył w mistrzostwach globu w Dosze, na których ponownie otrzymał brązowy medal w sztafecie 4 × 100 m.
W ramach rozgrywanych w Tokio igrzysk olimpijskich startował w dwóch konkurencjach – w biegu na 100 m odpadł w eliminacjach z uzyskanym tu czasem 10,22 (który dał mu 6. miejsce w grupie i 33. miejsce w gronie wszystkich sprinterów), w sztafeta 4 × 100 m z udziałem Tady awansowała do finału, ale go nie ukończyła (wcześniej w eliminacjach zajęła 3. miejsce w grupie, a udział w nich także brał Tada).
W 2024 roku wywalczył indywidualnie pierwszy w karierze medal międzynarodowych zmagań lekkoatletycznych, podczas halowych mistrzostw Azji w Teheranie sięgnął po tytuł wicemistrzowski w konkurencji biegu na 60 m. W tejże konkurencji Japończyk awansował do finału halowych mistrzostw świata w Glasgow, ukończył go na 7. miejscu.

## Osiągnięcia
| Rok     | Zawody                    | Miasto   | Miejsce | Konkurencja        | Wynik |
| ------- | ------------------------- | -------- | ------- | ------------------ | ----- |
| 2017    | Mistrzostwa świata        | Londyn   | 5. SF   | bieg na 100 m      | 10,26 |
| 2017    | Mistrzostwa świata        | Londyn   | brąz    | sztafeta 4 × 100 m | 38,04 |
| 2017    | Uniwersjada               | Tajpej   | 7.      | bieg na 100 m      | 10,33 |
| 2017    | Uniwersjada               | Tajpej   | złoto   | sztafeta 4 × 100 m | 38,65 |
| 2018    | Igrzyska azjatyckie       | Dżakarta | złoto   | sztafeta 4 × 100 m | 38,16 |
| 2019    | IAAF World Relays         | Jokohama | DSQ H   | sztafeta 4 × 100 m | N/A   |
| 2019    | Mistrzostwa świata        | Doha     | brąz    | sztafeta 4 × 100 m | 37,43 |
| 2021    | Igrzyska olimpijskie      | Tokio    | 6. H    | bieg na 100 m      | 10,22 |
| 2021    | Igrzyska olimpijskie      | Tokio    | DNF     | sztafeta 4 × 100 m | N/A   |
| 2022    | Halowe mistrzostwa świata | Belgrad  | DSQ SF  | bieg na 60 m       | N/A   |
| 2024    | Halowe mistrzostwa Azji   | Teheran  | srebro  | bieg na 60 m       | 6,56  |
| 2024    | Halowe mistrzostwa świata | Glasgow  | 7.      | bieg na 60 m       | 6,70  |
| Źródło: |                           |          |         |                    |       |

## Rekordy życiowe
(stan na 10 marca 2024)
- bieg na 100 m – 10,01 (6 czerwca 2021, Tottori)
- bieg na 200 m – 21,72 (17 kwietnia 2021, Hachiōji)
- sztafeta 4 × 100 m – 37,43 (5 października 2019, Doha)

Halowe
- bieg na 60 m ppł – 6,52 (1 marca 2024, Glasgow)

Źródło: 